# توماس لينلي الأصغر
توماس لينلي الأصغر، (7 مايو 1756 - 5 أغسطس 1778)، المعروف أيضًا باسم توماس لينلي جونيور أو توم لينلي، الابن الأكبر للملحن توماس لينلي وزوجته ماري جونسون. أحد أكثر الملحنين والفنانين شهرة في إنجلترا. كان توم لينلي أيضًا عازف الكمان الأكثر موهبة من بين جميع الملحنين الإنجليز بين بورسيل وإلغار، إذ جمع بين الموهبة الرائعة والشخصية المبهجة. لكنه غرق في حادث قارب عندما كان عمره 22 عامًا فقط.

## النشأة
خارج لندن، كانت باث المدينة الأكثر أناقة في أواخر القرن الثامن عشر في إنجلترا، وفي باث، كانت عائلة لينلي هي أكثر العائلات الموسيقية تأثيرًا.
في الأصل من غوسيسترشاير ومن خلفية متواضعة (كان جد توم نجارًا ازدهرت أعماله لاحقًا بفضل التطور الحضري في باث)، سرعان ما أصبح لينلي أبرز الفنانين بين مجتمع الموسيقيين الذين يقدمون الترفيه للمستأجرين الأثرياء في المدينة الأنيقة.
تولى والد توم، توماس لينلي الأكبر، الذي عمل مدرسًا للموسيقى والغناء، إدارة العروض الموسيقية التي أقيمت في باث عام 1766 ثم أصبح المدير الموسيقي لغرف نيو باث في عام 1771. وسرعان ما أصبح أحضر أطفاله الذين أشرف على تعليمهم الموسيقي. عام 1762، كان توم وشقيقته إليزابيث آن يبيعان تذاكر الحفلات الموسيقية وبعد فترة وجيزة، في وقت مبكر من عام 1763، كانوا يؤدون عروضهم مع أشقائهم الآخرين. كان لينلي الأكبر هو المسيطر وسرعان ما أصبح الشباب الموهوب مصدرًا رئيسيًا للدخل مما سمح للأسرة بالازدهار ورفع من مكانتهم الاجتماعية.
أخوات توم — إليزابيث آن (ولدت عام 1754) وماري (ولدت عام 1758) وماريا (ولدت عام 1763) — مغنيات وممثلات بارعات. كان شقيقه صموئيل (مواليد 1760) عازف جلود موهوب قبل أن يصبح بحارًا. (كان أخوه الأصغر ويليام، المولود عام 1771، موسيقيًا أيضًا، ولاحقًا في حياته، أصبح ملحنًا).

## رحلة الى ايطاليا
بين عاميّ 1768 و1771، سافر توم إلى إيطاليا لدراسة العزف على الكمان والتأليف مع بيترو نارديني في فلورنسا. (يروي تينور مايكل كيلي في ذكرياته كيف، بعد 10 سنوات، عندما التقى بنارديني، تحدث بمودة كبيرة عن شخصه المفضل، توماس لينلي، الذي، كما قال، يمتلك قدرات قوية).
في فلورنسا، التقى توم مع فولفغانغ أماديوس موتسارت في أبريل 1770 وتشارلز بورني في سبتمبر من نفس العام. في إشارة إلى لينلي، كتب بورني لاحقًا، إن توماسينو، كما يُدعى، وموتسارت الصغير، يحكى عنهما في جميع أنحاء إيطاليا على أنهما أكثر العباقرة الواعدين في هذا العصر. توم وولفغانغ، وكلاهما بعمر 14 — مراهقين يبلغان من العمر 14 عامًا، شكلوا صداقة حميمة وعزفوا الموسيقى معًا، لدرجة أنه، كما أوضح روبرت غوتمان، كان انفصالهما عندما غادر موتسارت إلى روما لحظة صعبة لكليهما.

## مهنته كموسيقي وملحن
عند عودته من إيطاليا عام 1771 سرعان ما اعتُرف بتوم كواحد من أفضل عازفي الكمان الموهوبين في بريطانيا وسرعان ما أصبح شخصية بارزة في الحياة الموسيقية في لندن، وتأهل باعتباره واحدًا من أفضل الموهوبين على الإطلاق.
في عام 1773، عزفت شقيقته إليزابيث وشقيقه صموئيل إحدى ألحان توم في حفله الموسيقي الخيري في هايماركت. في نفس العام أصبح قائدًا في دروري لان حتى وفاته عام 1778. هناك، غالبًا ما كان يعزف بين أعمال الأوبرا والخطابات. شهد عام 1773 أيضًا ولادة أول عمل له على نطاق واسع، قصيدة دع الله يكون، مؤلفة لمهرجان الجوقات الثلاثة في ووستر. سيعاد تمثيل القطعة في نفس المهرجان في غلوستر عام 1775 مع ألحان إضافية، ربما يكون بعضها مؤلفًا لكاستراتو فينانزيو راوزيني.

## أسلوب موسيقاه

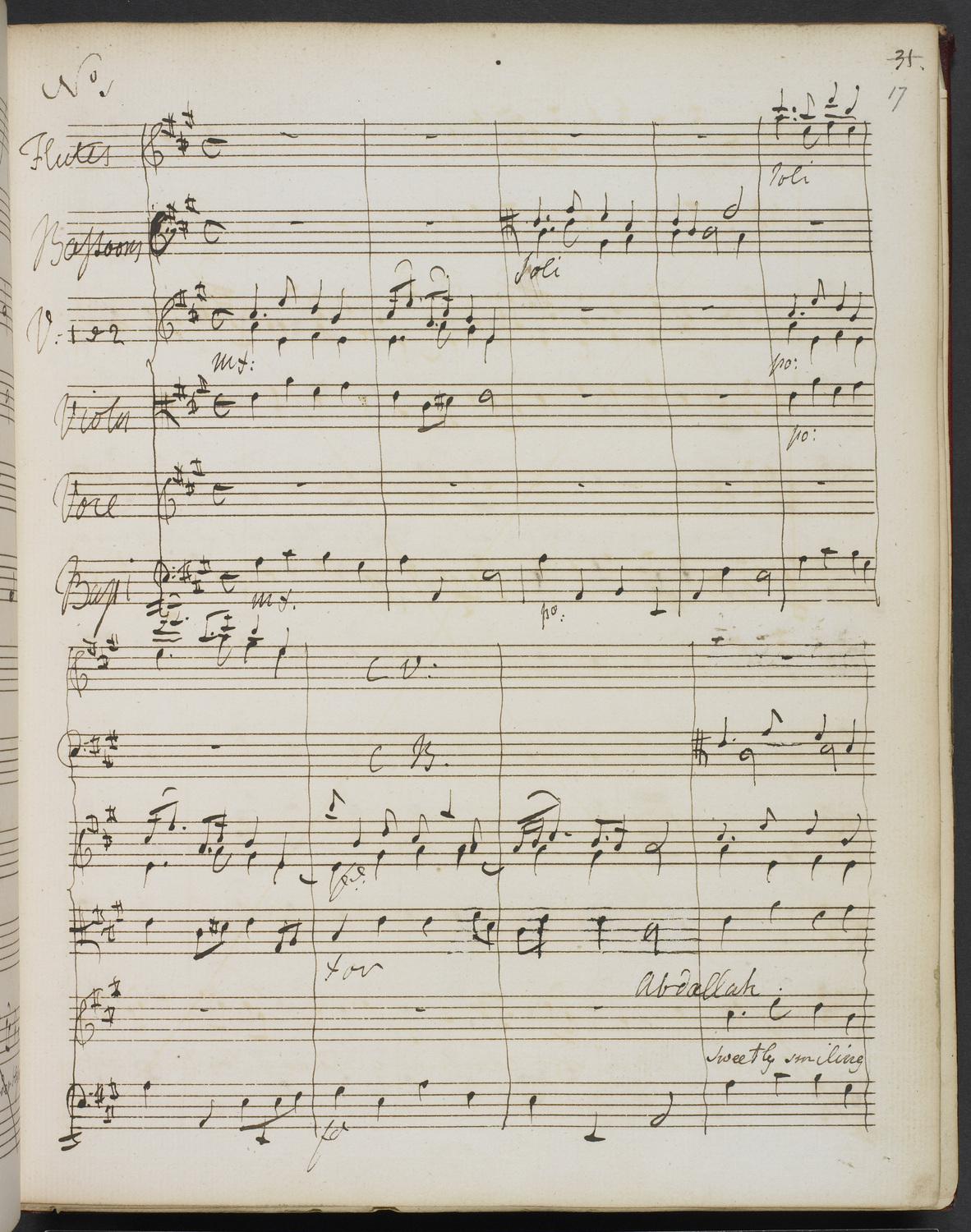
توماس لينلي الأصغر - كادي بغداد

تعد موسيقى توم لينلي نموذجية لأعمال الملحنين الإنجليز في عصره وخصوصية الملحن الذي مات في مثل هذه السن المبكرة. فُقد عدد كبير من مؤلفات لينلي، بما في ذلك العديد منها في حريق دروري لان عام 1809. ومع ذلك، وفقًا لغويليم بيتشي (مؤلف مقال عن توم لينلي ومحرر بعض موسيقاه تشهد الأعمال التي نجت على لحنه الطليق والمتناغم، ومهارته الاحترافية، وتنسيقه الخيالي.
تشهد سوناتا الكمان الوحيدة الباقية على إتقان توم لينلي الرائع للآلة، مع صعوبات فنية هائلة بما في ذلك العزف في معظم الأوقات على (ثلاثة أوكتافات فوق الوسط سي، أو حتى أعلى)، ومقاطع طويلة مزدوجة — توقفات، تتابعات صوتية سريعة عبر السجل الكامل للأداة، قفزات سريعة لأكثر من أوكتاف، موازين سريعة في أوكتافات بديلة، إلخ، مما يجعلها قطعة رائعة في روح كابريكسيو، على الرغم من شكل سوناتا.
يُظهر التناغم في آخر أعماله الكبرى، الموسيقى العرضية لقاضي بغداد، أن توم أصبح أكثر خبرة، كان من الممكن أن يتخذ خيال لينلي الموسيقي اتجاهات عدة، لو عاش لفترة أطول.